# Hutt River
Księstwo Hutt River – mikronacja istniejąca w latach 1970–2020 w zachodniej części Australii, niedaleko miasta Geraldton. Jego stolicą było Nain. Według konstytucji językami urzędowymi Hutt River były: angielski, francuski i esperanto.
Hutt River założył w 1970 roku rolnik Leonard Casley (ur. 1925 w Kalgoorlie), który po sporze z gubernatorem (o radykalne zmniejszenie zamówień na dostawy pszenicy) postanowił założyć nowe państwo. Powołując się na konwencję z Montevideo 21 kwietnia 1970 roku Casley proklamował powstanie Hutt River. W 2017 roku w Hutt River mieszkało trzydzieści osób. Samozwańczy książę Leonard wprowadził tytuły i regalia dla swoich poddanych oraz wydawał paszporty dla osób chcących być obywatelami księstwa. W kwietniu 2017 roku Leonard I zrzekł się władzy na rzecz najmłodszego syna, Graeme'a. 
Australijskie Biuro Podatkowe przez wiele lat ścigało księcia Leonarda i jego syna Arthura Casleya (znanego jako księcia Wayne'a) za niepłacenie podatków. W czerwcu 2017 roku, po wieloletniej batalii pomiędzy Hutt River a rządem Australii, sąd orzekł, że Leonard I i jego syn Graeme muszą zapłacić 3 miliony dolarów australijskich zaległych podatków. Sędzia w sprawie oddalił ich roszczenia do suwerenności, tłumacząc, że Hutt River nie posiada żadnej wartości prawnej. 
13 lutego 2019 Leonard Casley zmarł w Geraldton, a w sierpniu 2020 r. Graeme Casley ogłosił rozwiązanie księstwa i powrót do Związku Australijskiego, poinformował także, że posiadłość zostanie sprzedana, by spłacić zobowiązania podatkowe wobec australijskiego rządu.